# Benney
Benney település Franciaországban, Meurthe-et-Moselle megyében. Lakosainak száma 642 fő (2022. január 1.). Benney Ceintrey, Crévéchamps, Flavigny-sur-Moselle, Lemainville, Ormes-et-Ville, Saint-Remimont, Tonnoy és Voinémont községekkel határos.

## Népesség
A település népességének változása:
| Lakosok száma | 407  | 367  | 465  | 581  | 630  | 639  | 650  | 657  | 652  | 642  |
|               | 1968 | 1982 | 1990 | 2006 | 2013 | 2015 | 2017 | 2019 | 2020 | 2022 |